# Puybarban
Puybarban  egy francia település Gironde megyében az Aquitania régióban. Lakosainak száma 411 fő (2022. január 1.).

## Adminisztráció
Polgármesterek:
- 2001–2014 Jean-Claude Constantin
- 2014–2020 Michel Noffray

## Demográfia
| Lakosok száma | 390  | 325  | 330  | 411  | 413  | 415  | 423  | 418  | 411  | 411  |
|               | 1968 | 1982 | 1990 | 2006 | 2013 | 2015 | 2017 | 2019 | 2020 | 2022 |

## Látnivalók
- Saint-Laurent templom a XVI. századból